# Ariana Ince
Ariana Ince (* 14. März 1989 in San Antonio, Texas) ist eine US-amerikanische Leichtathletin, die sich auf den Speerwurf spezialisiert hat.

## Sportliche Laufbahn
Erste internationale Erfahrungen sammelte Ariana Ince 2017 bei den Weltmeisterschaften in London, bei denen sie mit einer Weite von 54,52 m in der Qualifikation ausschied. Im Jahr darauf siegte sie mit 59,59 m bei den NACAC-Meisterschaften in Toronto und 2019 gewann sie bei den Panamerikanischen Spielen in Lima mit 62,32 m die Bronzemedaille hinter ihrer Landsfrau Kara Winger und der Kanadierin Elizabeth Gleadle. Zudem nahm sie erneut an den Weltmeisterschaften in Doha teil, schied dort aber mit 60,44 m erneut in der Qualifikation aus. 2021 nahm sie an den Olympischen Sommerspielen in Tokio teil und schied dort mit 54,98 m in der Vorrunde aus. Im Jahr darauf verpasste sie bei den Weltmeisterschaften in Eugene mit 57,24 m den Finaleinzug und anschließend gewann sie bei den NACAC-Meisterschaften in Freeport mit 59,69 m die Silbermedaille hinter ihrer Landsfrau Kara Winger. 2023 schied sie bei den Weltmeisterschaften in Budapest mit 54,60 m erneut in der Qualifikationsrunde aus.
2019 wurde Ince US-amerikanische Meisterin im Speerwurf. 